# 海南节毛蕨
海南节毛蕨（学名：Lastreopsis subrecedens）为叉蕨科节毛蕨属下的一个种。